# Chun Jung-myung
Chun Jung-myung (hangul: 천정명; hanja: 千正明; nascido em 29 de novembro de 1980) é um ator sul-coreano. Chun entrou na indústria do entretenimento através do drama adolescente School 2 (1999). Ele é mais conhecido por seus papéis principais nos dramas televisivos Fashion 70's (2005), Goodbye Solo (2006), What's Up Fox? (2006), Cinderella's Sister (2010), The Duo, Glory Jane (2011), Reset (2014), Heart to Heart (2015) e Master - God of Noodles (2016).
Ele também destacou-se no cinema através dos títulos: The Aggressives (2005), Les Formidables (2006), Hansel and Gretel (2007 e Queen of the Night (2013).

## Filmografia

### Filmes
| Ano  | Título               | Papel          | Notas                    |
| ---- | -------------------- | -------------- | ------------------------ |
| 2002 | R U Ready?           | Bong Jun-gu    |                          |
| 2003 | Dance Begins         | detetive 1     | curta-metragem           |
| 2004 | Twentidentity        | trem suburbano | segmento: "20 Questions" |
| 2005 | The Aggressives      | So-yo          |                          |
| 2006 | Les Formidables      | Lee Soo-hyun   |                          |
| 2007 | Hansel and Gretel    | Lee Eun-soo    |                          |
| 2011 | Hindsight            | Ae-gu          |                          |
| 2013 | Queen of the Night   | Young-soo      |                          |
| 2014 | O Sole Mio           | Voz            | curta-metragem           |
| 2016 | Life Risking Romance | Seol Rok-hwan  |                          |
| 2018 | Faceless Boss        | Kim Geon       |                          |

### Televisão
| Ano  | Título                                     | Papel                                 | Emissora |
| ---- | ------------------------------------------ | ------------------------------------- | -------- |
| 1999 | School 2                                   | estudante na fotografia (episódio 21) | KBS1     |
| 2000 | Echo                                       |                                       | SBS      |
| 2001 | New Nonstop                                | adolescente Pyeon                     | MBC      |
| 2001 | Open Drama Man & Woman: "Pure Flower Cafe" | Park Hong-tae                         | SBS      |
| 2001 | Third Coincidence                          | Song Ji-chul                          | MBC      |
| 2002 | MBC Best Theater: "Han-ip's Woman"         | Bong-soo                              | MBC      |
| 2002 | Bad Girls                                  | Cheong-mok                            | SBS      |
| 2002 | Honest Living                              | Chun Jung-myung                       | SBS      |
| 2004 | Beijing, My Love                           | Noh Wan-sung                          | KBS2     |
| 2004 | Drama City "I Love H, He, Li..."           | Lee Sang-gyu                          | KBS2     |
| 2005 | Fashion 70's                               | Jang Bin                              | SBS      |
| 2006 | Goodbye Solo                               | Kim Min-ho                            | KBS2     |
| 2006 | What's Up Fox?                             | Park Chul-soo                         | MBC      |
| 2010 | Cinderella's Sister                        | Hong Ki-hoon                          | KBS2     |
| 2011 | The Duo                                    | Chun-doong                            | MBC      |
| 2011 | Glory Jane                                 | Kim Young-kwang                       | KBS2     |
| 2013 | The Family                                 |                                       | FJTV     |
| 2014 | Reset                                      | Cha Woo-jin                           | OCN      |
| 2015 | Heart to Heart                             | Go Yi-seok                            | tvN      |
| 2016 | Master - God of Noodles                    | Moo Myung                             | KBS2     |
| 2018 | Love Alert                                 | Cha Woo-hyun                          | MBN      |

### Programas de variedades
| Ano  | Título                         | Emissora | Notas                             |
| ---- | ------------------------------ | -------- | --------------------------------- |
| 2014 | Real Men                       | MBC      | Membro do elenco                  |
| 2017 | Night Goblin                   | JTBC     | Membro do elenco (Episódios 9-19) |
| 2019 | Urban Cops (segunda temporada) | MBC      | Membro do elenco                  |

### Participações em vídeos musicais
| Ano  | Título da Canção          | Artista                           |
| ---- | ------------------------- | --------------------------------- |
| 2001 | "Haeyo"                   | Jung In-ho                        |
| 2002 | "For You, Goodbye"        | Shin Seung-hun                    |
| 2005 | "My Heart's Treasure Box" | SG Wannabe                        |
| 2005 | "A Dreamy Conversation"   | SG Wannabe                        |
| 2005 | "Although My Heart Aches" | Fly to the Sky (Fashion 70's OST) |
| 2010 | "It Has to Be You"        | Yesung (Cinderella's Sister OST)  |